# Roxy Petrucci
Roxy Petrucci, född 17 mars 1962 i Rochester, Michigan, är en amerikansk trumslagare inom metal som spelat i Madam X och i Vixen. Hon är yngre syster till gitarristen Maxine Petrucci.